# Esther Hayut
Esther Hayut (em hebraico:  אסתר חיות, Herzliya, 16 de outubro de 1953), é a atual presidente da Suprema Corte de Israel desde 26 de outubro de 2017.

## Biografia
Esther "Esti" Avni nasceu em Herzliya, Israel, nas comunidades ma'abaras de Yehuda e Yehudit Avni (hoje o bairro Yad HaTesha), ambas povoadas por sobreviventes do Holocausto na Romênia. Seus pais se divorciaram quando ela era criança, e seu pai emigrou para o Reino Unido. Cresceu na casa dos avós, no bairro de Neve Amal, em Herzliya. Aos 17 anos, se mudou para Eilat para morar com a mãe, que se casara novamente. Completou o ensino médio em Eilat em 1971. Depois de terminar o colegial, foi recrutada pelas Forças de Defesa de Israel, onde serviu na banda de música militar do Comando Central. Após sua dispensa do exército, Hayut cursou Direito na Universidade de Tel Aviv, graduando-se em 1977.  Durante seus estudos de direito, ela também conheceu seu marido, David Hayut, com quem teve dois filhos. Hayut trabalhou no escritório de advocacia de Haim Yosef Zadok, ex-ministro da Justiça de Israel, onde continuou trabalhando como advogada associada entre 1977 e 1985. Depois de deixar a empresa, Esther abriu um escritório independente junto com o marido, especializado em direito comercial e de responsabilidade civil.

## Carreira judicial
Em março de 1990, Hayut foi nomeada juíza no Tribunal Magistrado de Tel Aviv, e em 1996, foi nomeada para o Tribunal Distrital de Tel Aviv, onde obteve posse em 1997.   Em março de 2003, Hayut foi nomeada juíza da Suprema Corte de Israel, tomando posse em março de 2004.
Em maio de 2015, Hayut foi nomeada Presidente do Comitê Central de Eleições, responsável pela 20ª eleição do parlamento de Israel.
Já em 2017, Hayut foi eleita para substituir Miriam Naor como presidente da Suprema Corte, e deve servir como tal até 2023, de acordo as regras da Justiça de Israel.